# Ychippe
Ychippe est un gros hameau condrusien sis sur une légère éminence départageant la vallée de la Lesse de celle du Bocq. Faisant autrefois partie de la commune de Leignon, il est aujourd’hui administrativement rattaché à la ville et commune de Ciney, dans la province de Namur (Région wallonne de Belgique).

## Patrimoine
- L’église Saint-Remacle.